# Gillian Backhouse
Pour les articles homonymes, voir Backhouse.
Gillian Backhouse, née le 20 juin 1991 à Armidale en Australie est une triathlète professionnelle, championne d'Océanie en 2014.

## Palmarès
Le tableau présente les résultats les plus significatifs (podium) obtenus sur le circuit international de triathlon et de duathlon depuis 2013,.
| Année | Compétition                                        | Pays      | Position           | Temps           |
| ----- | -------------------------------------------------- | --------- | ------------------ | --------------- |
| 2017  | Coupe du monde - l'étape de Karlovy Vary           | Tchéquie  | Médaille d'or      | 2 h 3 min 29 s  |
| 2017  | Championnat d'Océanie                              | Australie | Médaille d'argent  | 2 h 8 min 26 s  |
| 2016  | Championnat d'Océanie                              | Australie | Médaille d'argent  | 2 h 8 min 1 s   |
| 2015  | WTS Edmonton                                       | Canada    | Médaille de bronze | 0 h 59 min 10 s |
| 2015  | Championnats du monde de triathlon en relais mixte | Allemagne | Médaille d'argent  | 1 h 20 min 42 s |
| 2015  | Coupe d'Europe - l'étape sprint d'Istanbul         | Turquie   | Médaille d'argent  | 1 h 0 min 53 s  |
| 2014  | Championnats du monde de duathlon                  | Espagne   | Médaille d'argent  | 2 h 5 min 26 s  |
| 2014  | Coupe du monde - l'étape de Chengdu                | Chine     | Médaille d'or      | 2 h 1 min 4 s   |
| 2014  | Championnat d'Océanie                              | Australie | Médaille d'or      | 2 h 7 min 57 s  |
| 2014  | Coupe d'océanie - l'étape sprint d'Elwood          | Australie | Médaille d'or      | 1 h 4 min 26 s  |
| 2013  | Coupe d'asie - l'étape de Chizhou                  | Chine     | Médaille d'or      | 2 h 5 min 41 s  |